# Beren Saat
Beren Saat (Ankara, 26 de febrero de 1984) es una actriz turca de cine y televisión. Su carrera profesional en la actuación se inició luego de su participación en Türkiye'nin Yıldızları, un programa de talentos de 2004, donde atrajo la atención de la famosa directora, guionista y productora Tomris Giritlioglu. 
Su primer papel actoral lo desempeñó en Aşkımızda Ölüm Var (2004). Su primer papel protagónico fue en la serie Aşka Sürgün (2005-06) de Tomris Giritlioğlu. Asimismo ha protagonizado series como Hatırla Sevgili (2006-08),  Aşk-ı Memnu (2008-10), Fatmagül'ün Suçu Ne? (2010-12) e İntikam (2013-14) que cimentaron su reputación al interpretar los papeles principales en mencionadas series. Aşk-ı Memnu se expuso a diversas críticas, pero logró ser el centro de atención rompiendo récords de audiencia en Turquía y siendo vendida a varios países. Del mismo modo, Fatmagül'ün Suçu Ne? estuvo expuesta a varias críticas, pero fue elogiada y premiada por resaltar los derechos de la mujer gracias a la cantidad de seguidores. Saat, ha formado parte de distintos proyectos televisivos como así también cinematográficos. En 2009, Güz Sancısı fue su primera película de cine. Otros filmes, han sido Gecenin Kanatları (2009), Gergedan Mevsimi (2012) y Benim Dünyam (2013).
Además de personificar papeles protagónicos en diferentes producciones, Beren ha trabajado como actriz de voz en varias películas. Fue nombrada como la «Actriz del Año» en la lista de «2010 Damgasını Vuranlar», publicada por el diario Radikal. Al presente, ha ganado numerosos premios, entre ellos dos «Altın Kelebek Ödülü». En 2014, se casó con el cantante Kenan Doğulu.

## Biografía

### Primeros años de vida y educación
Beren nació el 26 de febrero de 1984 en Ankara, Provincia de Ankara, Turquía. Es la segunda hija del matrimonio entre Ayla y Hüseyin Avni Saat, egresados de una academia de deportes, y tiene un hermano mayor llamado Cem. Vivió y creció en Ankara, donde completó sus estudios primarios y secundarios al asistir al TED Ankara Koleji estudiando interpretación y participando en óperas musicales. En una entrevista, dijo que de niña soñaba con actuar ya que agarraba una botella de desodorante y se cantaba a sí misma en un espejo o ensayaba papeles. Saat tuvo una vida educativa exitosa y por eso empezó a estudiar administración de empresas en la Başkent Üniversitesi. No conforme con la carrera, gracias al apoyo de su por entonces novio «Efe Güray» fue que se inscribió y participó en el programa de talentos Türkiye'nin Yıldızları —Estrellas de Turquía—. Después de terminar segunda en el concurso, fue la cara publicitaria de una marca de caramelos llamada «Tofita» en una serie de comerciales dirigidos por Sinan Çetin. Poco después, atrajo la atención de la directora, guionista y productora Tomris Giritlioğlu.

### 2005-2013: Reconocimiento
En 2005, interpretó a Zilan, en Aşka Sürgün, una serie producida por Tomris Giritlioglu con Mahsun Kırmızıgül, el cual tuvo dos temporadas. Un año después, interpretó a Yasemin Ünsal en Hatırla Sevgili la cual concluyó en el 2008. En 2007, hizo una aparición especial como Yasemin en Avrupa Yakası, una serie de género comedia muy popular en Turquía en aquel tiempo. En 2008, protagonizó Aşk-ı Memnu con el rol de Bihter Yöreoğlu. La serie es de género dramático y romántico, y obtuvo altos índices de audiencia en Turquía. A su vez, también tuvo un gran impacto de audiencia en África del norte. Durante sus dos años de transmisión en la pantalla turca, la serie superaba cuotas de pantalla por encima del 50%, y en su capítulo final obtuvo un 73.7% de audiencia, convirtiéndose así en la serie más exitosa de mencionado país en aquel tiempo. En otro de los países que también la serie tuvo mucha popularidad fue en Pakistán, donde se convirtió en la serie internacional con la mayor sintonía. Inclusive cuando la serie fue retransmitida alcanzó cifras de sintonía de similar magnitud A su vez, la serie además fue muy exitosa internacionalmente, como en países del mundo árabe y Balcánes. Entre 2008 y 2011, Saat se convertía en la actriz turca mejor pagada.
Interpretar a Bihter en Aşk-ı Memnu, le valió a Saat obtener el galardón a la mejor actriz en la premiación, Golden Butterfly (Altın Kelebek) de 2009, la cual premia lo más destacado de la televisión, radio, y música turca, entre otros; considerada así la premiación máa relevante en Turquía. Al año siguiente volvió a ser galardonada a mejor actriz en mencionada ceremonia de premios por el mismo rol. Con esto, Saat se convirtió en la primera candidata a dicha premiación en alzarse victoriosa con dos trofeos de a la mejor actriz y la primera en lograrlo por dos años consecutivos. Es considerada por algunos jóvenes talentos turcos como una inspiración para sus carreras actorales.

## Cine,Fatmagül'ün Suçu Ne?eİntikam
En 2009 actuó por primera vez en el cine protagonizando Güz Sancisi, una película de época dirigida por Tomris Giritlioglu. La película se convirtió líder luego de recaudar un poco más de $555 543 en su primera semana. Ese mismo año, protagonizó la película Gecenin Kanatları. 
En 2010, protagonizó la telenovela Fatmagül'ün Suçu Ne?, una adaptación de la novela de Vedat Turkali escrita en 1976, que hace énfasis en denunciar la violación en una sociedad machista y opresiva a la mujer. La serie es de género dramático - romántico, y Saat interpreta a Fatmagül Ketenci, una joven comprometida que es víctima de violación, y que debe casarse con uno de sus supuestos violadores para callar el escándalo. La serie se convirtió también en todo un éxito en Turquía y a su vez en otras partes del mundo como en los Balcanes, Latinoamérica y mundo árabe. Así como Aşk-ı Memnu, Fatmagül'ün Suçu Ne? se encuentra entre el selecto grupo de las series turcas más vendidas y exitosas. En Pakistán, la serie se convirtió en la segunda serie con la mayor sintonía, solo después de Aşk-ı Memnu. 
Fue nominada a la mejor actriz de drama en los premios Antalya Televisión y Seoul International Drama Awards por su papel de Fatmagül Ketenci. Ha ganado múltiples premios que incluyen sus trabajos en la televisión así como en el cine. El diario Radikal la nombró actriz del año en su lista «lo que marcó al 2010». A su vez, según informes de Turkey’s Media Monitoring Center (MTM) el cual proporciona monitoreo de medios y servicio de medición, en 2010 Saat ocupó el primer lugar de los actores y actrices más populares del año en Turquía. Y en el 2011, ocupó el segundo lugar, siendo superada solo por Kıvanç Tatlıtuğ. Asimismo, fue premiada especialmente por La Asociación de Periodistas de Espectáculos de Chile por su papel protagónico, después de que ninguna televisora estaba segura de arriesgarse a comprar el melodrama, siendo el canal  Mega, el que finalmente se decidió a compararla y emitirla. El éxito de las series que ha protagonizado la ha llevado a ser muy popular en diversos lugares como en el mundo árabe, donde en el 2012 la popularidad de las series turcas crecía significativamente. Poco después fue eventualmente la cara publicitaria de Rexona en Turquía, donde recibió de salario 1 millón de liras turcas. Según la prensa local, las ventas para la marca incrementaron significativamente.
En 2012, actuó en otra película, Rhino Season que fue dirigida por Bahman Ghobadi. Ella interpretó a Buse, la hija del personaje de Monica Bellucci. El estreno mundial de la película tuvo lugar en el Festival Internacional de Cine de Toronto. Asimismo, protagonizó Benim Dünyam, en donde interpreta a Ela.
En 2013, Saat protagonizó Intikam, una adaptación de la serie estadounidense Revenge. Como en sus anteriores trabajos, el estilo de vestir de Saat era uno de los temas más hablados, además de su desempeño como actriz. Tiene también trabajos como actriz de doblaje. Viajó a Hollywood, Estados Unidos con su coprotagonista en Aşk-ı Memnu, Kıvanç Tatlıtuğ, para prestar su voz en el doblaje turco de Toy Story 3 donde interpreta a Barbie, mientras que su colega interpreta a Ken. Asimismo, ha prestado su voz para el doblaje turco en Brave. Según informes de Media Tracking Center (MTM) de 2012 el cual proporciona monitoreo de medios y servicio de medición, Saat es la persona turca de quien más artículos se escriben. Poco después, el diario Aksam informó que Saat es la actriz mejor pagada de Turquía entre 2012 y 2013.

### 2014-2017:Muhteşem Yüzyıl Kösem
En el 2014, luego que terminó con las grabaciones de Intikam, se alejó de las cámaras para darse un descanso de su trabajo. 
Ese año, se reportó nuevamente que Saat era la actriz turca mejor pagada. Poco después, debido a su desempeño como actriz y al éxito en Latinoamérica de sus series Fatmagül'ün Suçu Ne? y Aşk-ı Memnu, le fue otorgado el galardón a la mejor actriz internacional del Premio APES de Chile, premiación que tiene como objetivo dar un reconocimiento a los representantes más destacados del cine, televisión, y radio chilena, entre otros. 
Luego de un año de descanso y de haber estado alejada de las cámaras, Saat regresó a la pantalla turca protagonizando, junto a su esposo Kenan Doğulu, una campaña publicitaria de Arçelik, empresa que celebraba 60 años de aniversario. Los diarios locales informaron que la pareja habría recibido un salario millonario. Más tarde, Saat volvió a viajar a Hollywood, esta vez para interpretar a Scarlet Overkill en el doblaje turco de la película Minions.
Diarios turcos informaron que Saat interpretará a Kösem Sultan en la nueva serie Muhteşem Yüzyıl Kösem de la productora TIMS Productions, el cual se estrenó el 12 de noviembre de 2015 y en donde Saat recibirá por episodio 90 mil liras turcas, cuyo salario es una cifra récord para una actriz turca de serie de televisión. Para el rol de Kösem Sultan, hizo provecho de sus vacaciones en Estados Unidos para estudiar a su personaje mediante libros relacionados con Kösem antes de regresar a Estambul y así luego poder comenzar con las grabaciones respectivas de la serie.
Adicionalmente, en 2015 se reportó que Saat es considerada la actriz turca de televisión más popular y exitosa internacionalmente gracias al éxito obtenido en diferentes partes del mundo de las series que ha protagonizado.
En 2016, Saat es honrada con el galardón a la mejor actriz extranjera en la ceremonia de premios Murex D’or, en Líbano.

### 2019-actualidad:The Gift
A mediados de 2019, Beren fue confirmada como la protagonista de la segunda serie web original de Netflix Turquía, Atiye (The Gift en la distribución internacional) la cual sería una adaptación de la novela de Şengül Boybaş, cuyo título es Dünyanın Uyanışı. El tráiler principal fue lanzado el 13 de diciembre de 2019 y la serie se estrenó el 27 de diciembre de 2019. En esta ocasión interpreta a Atiye, una joven pintora que se embarca en una búsqueda para descubrir los secretos universales que la rodean.

## Vida privada
En 2012 mantuvo una relación sentimental con Kenan Doğulu, un destacado cantante de música pop turca. Saat y Kenan se comprometieron el 23 de febrero de 2014 en Estambul y se casaron el 29 de julio de 2014 en Los Ángeles, Estados Unidos.

### Filantropía
Beren Saat ha participado en diversos proyectos de ayuda social. En 2011, donó a la asociación Mor Çatı 100 mil liras turcas del salario que recibió de su trabajo con Rexona. En noviembre de 2012, fue la imagen de la revista Elle, y Saat en colaboración con mencionada revista de belleza y NetWork, diseñaron camisetas destinados a la venta, cuyos ingresos se donaron al proyecto Nar Taneleri para colaborar con la educación de mujeres de entre 18 a 24 años de edad que están en orfanatos. El mismo año, se diseñó un calendario de famosos turcos para el próximo año, en el cual Saat aparece en el mes de enero posando junto a una niña como Blancanieves. Los ingresos se donaron a la Fundación de Salud y Educación para Niños con Leucemia. Asimismo, en colaboración con la Unión Europea y el Ministerio de Salud afgano, realizó un video para enviar un mensaje respecto al nacimiento sano en Afganistán.
En el 2014, participó en un comercial para la campaña escolar apoyando a las niñas con el lema «Papá envíame a la escuela». Asimismo, apoyó el «mes de concientización sobre el cáncer de mama», y poco después apoyó, junto a otras celebridades turcas, un evento relacionado con personas discapacitadas y la lengua de signos. A su vez, y por sobre todo, Saat apoya campañas que denuncian la violencia, retos y dificultades que experimentan las mujeres en Turquía. A través de sus cuentas personales en las redes sociales, denuncia casos de violencia contra la mujer y ataques violentos hacia las personas. Asimismo, ha participado en protestas relacionadas con la no violencia contra la mujer, que se desencadenaron masivamente en el 2015 luego de que se reportara el caso de una joven llamada Özgecan Aslan, quien fue «brutalmente asesinada».

## Filmografía

### Cine
| Año  | Película          | Personaje        | Observación   |
| ---- | ----------------- | ---------------- | ------------- |
| 2009 | Güz Sancısı       | Elena            |               |
| 2009 | Gecenin Kanatları | Gece             |               |
| 2010 | Toy Story 3       | Barbie           | Voz (Turquía) |
| 2012 | Brave             | Mérida           | Voz (Turquía) |
| 2012 | Rhino Season      | Buse             |               |
| 2013 | Benim Dünyam      | Ela Bayındır     |               |
| 2015 | Minions           | Scarlet Overkill | Voz (Turquía) |

### Televisión
| Año       | Nombre                | Personaje                  | Notas        |
| --------- | --------------------- | -------------------------- | ------------ |
| 2004      | Aşkımızda Ölüm Var    | Nermin                     |              |
| 2005-2006 | Aşka Sürgün           | Zilan Şahvar Azizoğlu      | Protagonista |
| 2006-2008 | Hatırla Sevgili       | Yasemin Ünsal              | Protagonista |
| 2007      | Avrupa Yakası         | Ella misma / Yasemin Ünsal |              |
| 2008-2010 | Aşk-ı Memnu           | Bihter Yöreoğlu            | Protagonista |
| 2010-2012 | Fatmagül'ün Suçu Ne?  | Fatmagül Ketenci           | Protagonista |
| 2013-2014 | İntikam               | Derin Çelik / Yağmur Özden | Protagonista |
| 2015-2016 | Muhteşem Yüzyıl Kösem | Kösem Sultan               | Protagonista |
| 2019-2021 | The Gift              | Atiye Özgürsoy             | Protagonista |

### Publicidad
| Año       | Empresa / Producto |
| --------- | ------------------ |
| 2004-2005 | Tofita             |
| 2010-2011 | Patos              |
| 2010-2011 | Rexona             |
| 2013-2014 | Duru               |
| 2015      | Arçelik            |

## Premios
| Año  | Premio                               | Categoría                                        | Trabajo                            | Resultado |
| ---- | ------------------------------------ | ------------------------------------------------ | ---------------------------------- | --------- |
| 2008 | Golden Tulip Fine Arts Award         | Mejor actriz                                     | Hatırla Sevgili                    | Ganadora  |
| 2009 | Kabataş Graduates Association        | Mejor actriz                                     | Güz Sancısı                        | Ganadora  |
| 2009 | Yıldız Technical University          | Mejor actriz                                     | Aşk-ı Memnu                        | Ganadora  |
| 2009 | Golden Butterfly Awards              | Mejor actriz                                     | Aşk-ı Memnu                        | Ganadora  |
| 2009 | Beykent University                   | Mejor actriz                                     | Aşk-ı Memnu                        | Ganadora  |
| 2010 | Cinema is Here Festival              | Joven actriz                                     | Gecenin Kanatları                  | Ganadora  |
| 2010 | Elle Style Awards                    | Estilo y actriz                                  |                                    | Ganadora  |
| 2010 | AyaklıGazete.com Awards              | Mejor actriz en una serie de televisión de drama | Aşk-ı Memnu                        | Ganadora  |
| 2010 | Golden Butterfly Awards              | Mejor actriz                                     | Aşk-ı Memnu                        | Ganadora  |
| 2010 | Turkey Talk Magazine                 | Mejor actriz                                     | Aşk-ı Memnu                        | Ganadora  |
| 2010 | Kadir Has University                 | Mejor actriz                                     | Aşk-ı Memnu                        | Ganadora  |
| 2010 | Galatasaray University               | Mejor actriz                                     | Aşk-ı Memnu                        | Ganadora  |
| 2010 | Marmara University                   | Mejor actriz                                     | Aşk-ı Memnu                        | Ganadora  |
| 2010 | İsmail Cem Television Awards         | Mejor actriz dramática                           | Aşk-ı Memnu                        | Nominada  |
| 2011 | Yıldız Technical University          | Mejor actriz                                     | Fatmagül'ün Suçu Ne?               | Ganadora  |
| 2011 | Doğuş University                     | Mejor actriz                                     | Fatmagül'ün Suçu Ne?               | Ganadora  |
| 2011 | Association of Advertising Agencies  | Mejor actriz                                     | Fatmagül'ün Suçu Ne?               | Ganadora  |
| 2011 | 2nd Quality Magazine Awards          | Mejor actriz                                     | Fatmagül'ün Suçu Ne?               | Ganadora  |
| 2011 | Esenler Municipality                 | Mejor actriz                                     | Fatmagül'ün Suçu Ne?               | Ganadora  |
| 2011 | Dumlupınar University                | Mejor actriz                                     | Fatmagül'ün Suçu Ne?               | Ganadora  |
| 2011 | Antalya Television Awards            | Mejor actriz dramática                           | Fatmagül'ün Suçu Ne?               | Nominada  |
| 2012 | 7th Seoul International Drama Awards | Mejor actriz                                     | Fatmagül'ün Suçu Ne?               | Nominada  |
| 2012 | Kadir Has University                 | Mejor actriz                                     | Fatmagül'ün Suçu Ne?               | Ganadora  |
| 2012 | AyaklıGazete.com Awards              | Mejor actriz                                     | Fatmagül'ün Suçu Ne?               | Ganadora  |
| 2012 | 11. ROTABEST Awards                  | Mejor actriz                                     | Fatmagül'ün Suçu Ne?               | Ganadora  |
| 2012 | 25th International Consumer Summit   | Mejor actriz                                     | Fatmagül'ün Suçu Ne?               | Ganadora  |
| 2012 | Şişli Vocational School              | Mejor actriz                                     | Fatmagül'ün Suçu Ne?               | Ganadora  |
| 2012 | Haydarpaşa High School               | Top Actriz                                       | Fatmagül'ün Suçu Ne?               | Ganadora  |
| 2013 | Bilkent University                   | Mejor actriz                                     | Fatmagül'ün Suçu Ne?               | Ganadora  |
| 2013 | TUROB                                |                                                  | Aşk-ı Memnu                        | Ganadora  |
| 2013 | Turkey GQ Awards                     | Mujer del año                                    |                                    | Ganadora  |
| 2014 | Milliyet Art Magazine                | Mejor actriz                                     | Benim Dünyam                       | Ganadora  |
| 2014 | Yıldız Technical University          | Mejor actriz de cine                             | Benim Dünyam                       | Ganadora  |
| 2014 | Istanbul Technical University        | Actriz más exitosa                               | Benim Dünyam                       | Ganadora  |
| 2014 | Premio APES (Chile)                  | Mejor Actriz Internacional                       | Fatmagül'ün Suçu Ne? y Aşk-ı Memnu | Ganadora  |
| 2016 | Murex D'or                           | Mejor actriz extranjera                          | -                                  | Ganadora  |